# Страчинци
Страчинци (мкд. Страчинци) су насеље у Северној Македонији, у северном делу државе. Страчинци припадају градској општини Гази Баба града Скопља. Насеље је североисточно предграђе главног града.

## Географија
Страчинци су смештени у северном делу Северне Македоније. Од најближег већег града, Скопља, насеље је удаљено 12 km североисточно.
Насеље Страчинци је у оквиру историјске области Црногорје и положено је у јужном подножју Скопске Црне Горе. Северно од насеља изидже се планина, а јужно се пружа Скопско поље, које је плодно и густо насељено. Надморска висина насеља је приближно 380 метара.
Месна клима је континентална.

## Становништво
Страчинци су према последњем попису из 2002. године имали 1.185 становника.
Претежно становништво у насељу су Албанци (66%), а у значајном броју живе и етнички Македонци (33%).
Већинска вероисповест је ислам, а мањинска православље.